# Stade de Bunyodkor
 (septembre 2024).
Si vous disposez d'ouvrages ou d'articles de référence ou si vous connaissez des sites web de qualité traitant du thème abordé ici, merci de compléter l'article en donnant les références utiles à sa vérifiabilité et en les liant à la section « Notes et références ».
Le Stade de Bunyodkor (en ouzbek : Bunyodkor Stadioni) est un stade multi-sport situé à Tachkent, en Ouzbékistan. Utilisé actuellement pour le football, il possède une capacité de 34 000 places. 
Il accueille les matchs du FK Bunyodkor, ainsi que de l'équipe nationale,.